# Vestiges of the Natural History of Creation
Vestiges of the Natural History of Creation är en populärvetenskapligt skriven naturhistorisk bok utgiven i England år 1844 anonymt av Robert Chambers. Den sammanfattade olika vetenskapliga teorier och lanserade idén om arternas ursprung genom så kallad transmutation som lydde guds lagar.
Boken togs från början emot väl av det viktorianska samhället och blev en internationell bästsäljare, men dess oortodoxa innehåll, som bland annat beskrev människan som ett djur bland andra, motsade den naturlig religion som var populär under denna period och boken ansattes av hårt av kyrkan och av vetenskapsmän som fann en rad brister i bokens amatörmässiga slutsatser. Idéerna i boken tilltalade de mer radikala i samhället men fortsatte även att vara uppskattad i de bredare lagren. Vestiges förändrade opinionen och beredde väg för Charles Darwin vetenskapliga teori kring evolution genom det naturliga urvalet som presenterades 1859 i hans verk On the Origin of Species.
I årtionden spekulerades det om vem som var författare till boken och det var först i och med den 12:e upplagan, som publicerades 1884, som officiellt avslöjade att den var skriven av Robert Chambers, en skotsk journalist och bokförläggare, som författade den i St Andrews mellan 1841 och 1844. Från början hade Chambers kallat boken  The Natural History of Creation, men vänner övertalade honom att förändra titeln till försvar av den skotske geologen James Hutton, som propagerade för geologisk tidsskala med citatet: "Inga spår av en början, inget slut i sikte" (eng: "no vestige of a beginning, no prospect of an end".) Mycket av inspirationen till boken kom från Edinburgh Phrenological Society vars inflytande nådde sin höjdpunkt mellan 1825 och 1840. Chambers var nära vän med frenologerna William A.F. Browne och Hewett Cottrell Watson vars materialistiska idéer återkommer i boken.